# 500-km-Rennen auf dem Nürburgring 1966

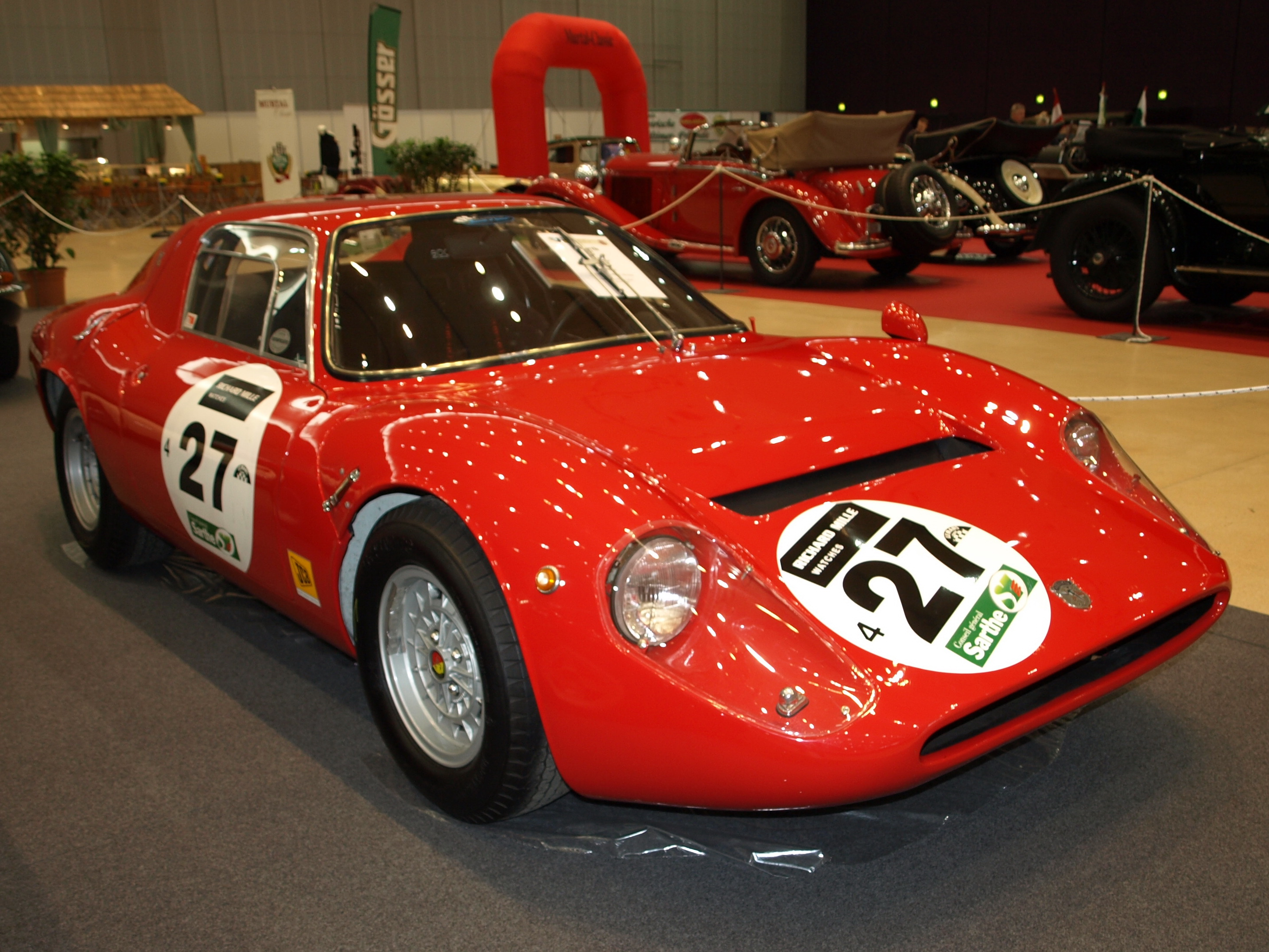
Abarth 1300 OT

Das siebte 500-km-Rennen auf dem Nürburgring, auch Internationales ADAC-500-km-Rennen, Nürburgring, wurde am 4. September 1966 auf der Nordschleife des Nürburgrings ausgefahren und war der 12. Wertungslauf der Sportwagen-Weltmeisterschaft dieses Jahres.

## Das Rennen
1965 hatte zum ersten Mal seit Einführung des Rennens kein Abarth-Fahrer die Gesamtwertung für sich entschieden. Die beiden Bianchi-Brüder Lucien und Mauro gewannen das Rennen auf einem Werks-Alpine M65. Alpine meldete auch 1966 Wagen für das 500-km-Rennen. Mauro Bianchi fuhr diesmal einen Alpine A210, mit dem er im Qualifikationstraining mit 9:25,100 Minuten die schnellste Rundenzeit erzielte.
Das am Sonntag um 11 Uhr gestartete Rennen war in diesem Jahr bereits der zweite Weltmeisterschaftslauf auf der Nordschleife. Während das 1000-km-Rennen, das mit dem Sieg von Joakim Bonnier und Phil Hill im Chaparral 2D zu Ende ging, 250000 Zuschauer anzog, kamen zum 500-km-Wertungslauf 15000. Nach dem Le-Mans-Start ging Mauro Bianchi als Führender in die erste Runde. Nach dem ersten Umlauf führte er vor Ernst Furtmayr (Abarth 1300 OT), Udo Schütz (Abarth 1300SP) und dem Österreicher Johannes Ortner, der ebenfalls einen Abarth 1300SP fuhr. In der dritten Runde, beim Einfahren in die Südkehre, kam es zu einer Massenkarambolage. Der Brite Ian Alexander hatte sich mit seinem Diva GT überschlagen und die Strecke für die nachfolgenden Wagen versperrt. Mehrere Fahrzeuge fuhren dabei ineinander und schieden aus. Bei der Halbzeit des Rennens, Mauro Bianchi war zum zweiten Tankstopp an die Box gekommen, übernahm Udo Schütz im Abarth die Rennspitze. Schütz musste das Rennen in der 16. Runde nach einem Getriebeschaden aufgeben (er wurde als 34. gewertet), wodurch Bianchi wieder die Führung übernehmen konnte. Ein Schaden an der Aufhängung beendete drei Runden vor Schluss die Ambitionen des Belgiers auf einen zweiten Gesamtsieg. Dieser ging an Ernst Furtmayr, der im Ziel einen Vorsprung von über einer Minute auf Bianchi’s Teamkollegen Roger Delageneste hatte.

## Ergebnisse

### Schlussklassement
| 1               | S 1.3  | 35  | Abarth                      | Ernst Furtmayr                 | Abarth 1300 OT               | 22 |
| 2               | P 1.3  | 1   | Automobiles Alpine          | Roger Delageneste              | Alpine A210                  | 22 |
| 3               | P 1.0  | 25  | Abarth                      | Herbert Müller Klaus Steinmetz | Abarth 1000SP                | 21 |
| 4               | P 1.3  | 10  | Richard Groves              | John Moore                     | Austin-Healey Sebring Sprite | 21 |
| 5               | S 1.3  | 32  | Abarth                      | Siegfried Dau                  | Abarth 1300 OT               | 21 |
| 6               | S 1.3  | 41  | Gianni Varesa               | Sergio Morando                 | Abarth 1300 OT               | 21 |
| 7               | S 1.3  | 31  | Scuderia Lufthansa          | Hans-Dieter Dechent            | Abarth 1300 OT               | 20 |
| 8               | T 1.0  | 82  | Abarth Deutschland          | Willi Kauhsen                  | Fiat-Abarth 1000 Berlinetta  | 20 |
| 9               | T 1.3  | 73  | Karl-Heinz Becker           | Karl-Heinz Becker              | Glas 1304 TS                 | 20 |
| 10              | GT 1.3 | 50  | Gerhard Bodmer              | Gerhard Bodmer                 | Glas 1300 GT                 | 20 |
| 11              | T 1.3  | 71  | Altenhofen                  | Toni Brenn                     | Austin Mini-Cooper           | 20 |
| 12              | GT 1.3 | 48  | Fram Filter Germany         | Karl Herd                      | Glas 1300 GT                 | 20 |
| 13              | P 1.3  | 2   | Automobiles Alpine          | Mauro Bianchi                  | Alpine A210                  | 19 |
| 14              | T 1.3  | 69  | Ragnar Eklund               | Dadobert Swenson               | Austin Mini-Cooper           | 19 |
| 15              | GT 1.3 | 46  | Franz Schwan                | Franz Schwan                   | Glas 1300 GT                 | 19 |
| 16              | T 1.3  | 44  | Piero Conte                 | Piero Conte                    | Lancia Fulvia                | 19 |
| 17              | T 1.0  | 86  | Willi Feuersänger           | Willi Feuersänger              | DKW F 12                     | 19 |
| 18              | P 1.0  | 21  | Jem                         | Jeremy Delmar-Morgan           | Mini-Jem                     | 18 |
| 19              | T 1.3  | 77  | Sieglar Renngemeinschaft    | Detlev Reiff                   | Glas 1204                    | 18 |
| 20              | T 700  | 93  | Jürgen Lenk                 | Jürgen Lenk                    | BMW 700                      | 18 |
| 21              | T 700  | 92  | Franz Michael               | Franz Michael                  | BMW 700                      | 18 |
| 22              | T 700  | 103 | Peter Hahn                  | Peter Hahn                     | BMW 700                      | 18 |
| 23              | T 700  | 91  | Caltex Racing               | Dieter Bohnhorst               | BMW 700                      | 18 |
| 24              | T 1.3  | 67  | Franz Schwan                | Klaus-Friedrich Rund           | Alfa Romeo 1300 GT Junior    | 18 |
| 25              | T 1.0  | 70  | John Aley                   | John Aley                      | Austin Mini-Cooper           | 18 |
| 26              | GT 1.0 | 58  | Heinz Schondelmaier         | Heinz Schondelmaier            | NSU Wankel Spyder            | 18 |
| 27              | T 1.0  | 85  | Gerhard Wiedemann           | Gerhard Wiedemann              | NSU Prinz 1000               | 18 |
| 28              | T 700  | 99  | Rhein-Ruhr Racing           | Werner Heiden                  | NSU Prinz                    | 17 |
| 29              | T 700  | 96  | Wilfried Menden             | Wilfried Menden                | Steyr-Puch 600 TR            | 17 |
| 30              | T 700  | 94  | Colonia                     | Heinz-Josef Derichs            | BMW 700                      | 17 |
| 31              | GT 1.0 | 57  | Josef Weber                 | Josef Weber                    | NSU Wankel Spyder            | 17 |
| 32              | T 700  | 98  | Wolfgang Frye               | Wolfgang Frye                  | Steyr-Puch 600 TR            | 17 |
| 33              | T 700  | 97  | Bardahl Switzerland         | James Bernard Fortmann         | Honda 600                    | 17 |
| 34              | P 1.3  | 5   | Abarth                      | Udo Schütz                     | Abarth 1300 SP               | 16 |
| 35              | P 1.3  | 11  | Richard Groves              | Alec Poole                     | Austin-Healey Sebring Sprite | 16 |
| 36              | T 700  | 102 | Achim Zerbe                 | Achim Zerbe                    | NSU Prinz                    | 16 |
| 37              | GT 1.0 | 60  | Abarth                      | Karl Murdoch                   | Fiat-Abarth 1000             | 16 |
| Ausgefallen     |        |     |                             |                                |                              |    |
| 38              | P 1.3  | 9   | Lufthansa                   | Robert Huhn                    | Abarth 1300 SP               | 14 |
| 39              | P 1.3  | 14  | Marcos                      | William Dulles                 | Marcos Mini GT               | 14 |
| 40              | T 1.3  | 68  | Ragnar Eklund               | Ragnar Eklund                  | Austin Mini-Cooper S         | 10 |
| 41              | T 1.3  | 72  | Richard Miles               | David Meer                     | Austin Mini-Cooper           | 10 |
| 42              | T 700  | 100 | Peter Otto                  | Peter Otto                     | BMW 700                      | 10 |
| 43              | T 700  | 104 | Jörg Klasen                 | Jörg Klasen                    | BMW 700                      | 10 |
| 44              | P 1.0  | 23  | Jem                         | Ron Parkes                     | Mini-Jem                     | 6  |
| 45              | S 1.0  | 36  | Abarth                      | Erich Bitter                   | Abarth 1300 OT               | 6  |
| 46              | S 1.0  | 37  | Abarth                      | Rolf Stommelen                 | Abarth 1300 OT               | 6  |
| 47              | GT 1.3 | 51  | Bernd Terbeck               | Bernd Terbeck                  | Glas 1300 GT                 | 6  |
| 48              | P 1.0  | 19  | Diva                        | John Bloomfield                | Diva GT                      | 5  |
| 49              | GT 1.3 | 47  | Christian Schmarje          | Christian Schmarje             | Glas 1300 GT                 | 5  |
| 50              | P 1.3  | 4   | Automobiles Alpine          | Jean Vinatier                  | Alpine A210                  | 4  |
| 51              | P 1.3  | 15  | Gil Baird                   | John Handley                   | Fletcher Ogle                | 4  |
| 52              | P 1.3  | 3   | Automobiles Alpine          | Henri Grandsire                | Alpine A210                  | 3  |
| 53              | P 1.3  | 7   | Abarth                      | Johannes Ortner                | Abarth 1300 SP               | 3  |
| 54              | P 1.0  | 24  | John Markey                 | John Markey                    | Emery GT                     | 3  |
| 55              | S 1.3  | 30  | Team Diva                   | Ian Alexander                  | Diva GT                      | 3  |
| 56              | T 1.3  | 76  | Kral Herd                   | F. W. Eckhardt                 | Glas 1204                    | 3  |
| 57              | T 1.3  | 78  | Heinrich Stork              | Heinrich Stork                 | Glas 1204                    | 3  |
| 58              | T 700  | 90  | Caltex Racing               | Manfred Berthold               | BMW 700                      | 3  |
| 59              | P 1.0  | 22  | Jem                         | Mike Walton                    | Mini-Jem                     | 1  |
| 60              | P 1.0  | 26  | Roy Johnson                 | Roy Johnson                    | Marcos Mini GT               | 1  |
| 61              | T 1.3  | 66  | Franz Schwan                | Manfred Herbertz               | Glas 1204                    | 1  |
| 62              | T 1.3  | 74  | Hans-Peter Huppert          | Hans-Peter Huppert             | Opel Kadett                  | 1  |
| 63              | T 1.3  | 79  | Broadspeed                  | John Terry                     | Austin Mini-Cooper           | 1  |
| 64              | T 1.0  | 84  | William Shepherd            | John Williamson                | Austin Mini-Cooper           | 1  |
| Nicht gestartet |        |     |                             |                                |                              |    |
| 65              | P 1.3  | 8   | Scuderia Filipinetti        | Klaus Steinmetz Herbert Müller | Abarth 1300 SP               | 1  |
| 66              | P 1.3  | 16  | ASA                         |                                | ASA 411                      | 2  |
| 67              | P 1.3  | 17  | ASA                         |                                | ASA 411                      | 3  |
| 68              | S 1.3  | 40  | Joseph Thomas               | Joseph Thomas                  | Alpine A110                  | 4  |
| 69              | GT 1.3 | 45  | Colonia                     | Franz-Josef Oebel              | Lancia Fulvia HF             | 5  |
| 70              | GT 1.3 | 49  | Tartaruga                   | Kurt Ahrens                    | Abarth-Simca 1300 Bialbero   | 6  |
| 71              | GT 1.3 | 52  | Dieter Alzen                | Dieter Alzen                   | Glas 1300 GT                 | 7  |
| 72              | GT 1.0 | 56  | Willibald Graul             | Willibald Graul                | NSU Wankel Spyder            | 8  |
| 73              | GT 1.0 | 59  | Abarth Deutschland          | Jochen Neerpasch               | Fiat-Abarth 1000             | 9  |
| 74              | GT 1.0 | 62  | Manfred Spiess              | Manfred Spiess                 | NSU Wankel Spyder            | 10 |
| 75              | T 1.3  | 65  | Aylesbury Tuning            | Phil De Banks                  | Austin Mini-Cooper           | 11 |
| 76              | T 1.3  | 75  | C. B. Mynott                | M. R. B. Clarke                | Morris Mini-Cooper           | 12 |
| 77              | T 1.0  | 81  | Abarth Deutschland          | Josef Menneken                 | Fiat-Abarth 1000 Berlinetta  | 13 |
| 78              | T 700  | 89  | Hans-Jürgen Drexl           | Hans-Jürgen Drexl              | BMW 700                      | 14 |
| 79              | T 700  | 95  | Gustav-Dieter Edelhoff      | Gustav-Dieter Edelhoff         | BMW 700                      | 15 |
| 80              | T 700  | 101 | Langenfeld Motor Sport Club | Helmut Becker                  | NSU Prinz                    | 16 |

1 nicht gestartet
2 nicht gestartet
3 nicht gestartet
4 nicht gestartet
5 nicht gestartet
6 nicht gestartet
7 nicht gestartet
8 nicht gestartet
9 nicht gestartet
10 nicht gestartet
11 nicht gestartet
12 nicht gestartet
13 nicht gestartet
14 nicht gestartet
15 nicht gestartet
16 nicht gestartet

### Nur in der Meldeliste
Hier finden sich Teams, Fahrer und Fahrzeuge, die ursprünglich für das Rennen gemeldet waren, aber aus den unterschiedlichsten Gründen daran nicht teilnahmen.
| Pos. | Klasse | Nr. | Team                 | Fahrer           | Chassis                      |
| ---- | ------ | --- | -------------------- | ---------------- | ---------------------------- |
| 81   | P 1.3  | 6   | Abarth               |                  | Abarth 1300 SP               |
| 82   | P 1.3  | 12  | James FitzGerald     | James FitzGerald | Austin-Healey Sebring Sprite |
| 83   | P 1.0  | 20  | Jon Samuel           | Jon Samuel       | Diva GT                      |
| 84   | P 1.0  | 29  | Diva                 | John Corfield    | Diva GT                      |
| 85   | S 1.3  | 33  |                      |                  | Abarth 1300 OT               |
| 86   | S 1.3  | 34  | Scuderia Filipinetti |                  | Abarth 1300 OT               |
| 87   | S 1.3  | 38  | Abarth               |                  | Abarth 1300 OT               |
| 88   | S 1.3  | 39  | Tartaruga            |                  | Abarth 1300 OT               |
| 89   | GT 1.0 | 61  | Abarth Deutschland   |                  | Fiat-Abarth 1000             |

### Klassensieger
| Klasse | Fahrer              | Fahrer          | Fahrzeug                    | Platzierung im Gesamtklassement |
| ------ | ------------------- | --------------- | --------------------------- | ------------------------------- |
| P 1.3  | Roger Delageneste   |                 | Alpine A210                 | Rang 2                          |
| P 1.0  | Herbert Müller      | Klaus Steinmetz | Abarth 1000 SP              | Rang 3                          |
| S 1.3  | Ernst Furtmayr      |                 | Abarth 1300 OT              | Gesamtsieg                      |
| GT 1.3 | Gerhard Bodmer      |                 | Glas 1300 GT                | Rang 10                         |
| GT 1.0 | Heinz Schondelmaier |                 | NSU Wankel Spyder           | Rang 26                         |
| T 1.3  | Karl-Heinz Becker   |                 | Glas 1304 TS                | Rang 9                          |
| T 1.0  | Willy Kauhsen       |                 | Fiat-Abarth 1000 Berlinetta | Rang 8                          |
| T 700  | Jürgen Lenk         |                 | BMW 700                     | Rang 20                         |

### Renndaten
- Gemeldet: 89
- Gestartet: 64
- Gewertet: 37
- Rennklassen: 8
- Zuschauer: 15000
- Wetter am Renntag: warm und trocken
- Streckenlänge: 22,810 km
- Fahrzeit des Siegerteams: 3:39:17,300 Stunden
- Gesamtrunden des Siegerteams: 22
- Gesamtdistanz des Siegerteams: 501,820 km
- Siegerschnitt: 137,100 km/h
- Pole Position: unbekannt
- Schnellste Rennrunde: Mauro Bianchi – Alpine A210 (#2) – 9:32,700 = 143,400 km/h
- Rennserie: 12. Lauf zur Sportwagen-Weltmeisterschaft 1966
- Rennserie: 11. Lauf zur Deutschen Rundstrecken-Meisterschaft 1966